# Шлемов канал
Шлемов канал (ШК) је васкуларни синус који који иде око целог очног булбуса, а постављен је у врху коморног угла ока, и покривен ендотелом.

## Анатомија
Шлемов канал је окружен склером, јукстаканаликуларним трабекулумом и склералним гребеном. 
Лумен канала
Иако је његов лумен од  190 до 370 микрона, његов лумен зависи од висине интраокуларног притиска (ИОП), тако да је код високог ИОП скоро одсутан. Код хипотоније када је канал триангуларан лумен је 50 микрона позади а на апексу је 5-10 микрона.
Ендотел канала
Ендотел Шлемовог канала има посебан значај као део хематоокуларне баријере и очна водица мора да прође кроз јукстаканаликуларни простор на свом путу до Шлемовог канала. Ендотел унутрашњег зида канала игра важну улогу у настанку отпора отицања очне водице. Ове ћелије покривају лумен и величине су од 20 до 50 микрона а дебљина им је од 0,2 микрона.
Tight junction (zonulae occludentes) као и дезмозоми спајају међусобно ћелије стварајући континуиран појас. Овакви спојеви представљају физиолошку баријеру за перфузију течности и партикула. Величина пора у tight junction указује да само мали део очне водице протиче овим путем. Сматра се да ендотелне ћелије Шлемовог канала имају другачије порекло него остале ендотелне ћелије, јукстаканаликуларне ћелије или ендотелне ћелије које покривају трабекуларне ламеле. Слој ендотелних ћелија унутрашњег зида Шлемовог канала није континуиран. Базална мембрана није довољно дефинисана и има бројне прекиде за спојеве са лимфатичним системом.
Спољашњи зид канала
Спољашњи зид Шлемовог канала належе на склерални зид при чему се слој ендотелних ћелија наставља на ендотел унутрашњег зида. . Спољашњи зид Шлемовог канала је гладак и на њему се налазе бројни отвори одводних колекторних канала. Кроз ове канале очна водица отиче преко аквозних вена до еписклералних венских судова и даље до системске циркулације.

## Лимфа у оку
Иако се, према конвенционалним сазнањима, Шлемов канал (познат и као склерални венски синус) сматра веном, неколико структурних и функционалних карактеристика подсећа на лимфне судове. Наиме, у физиолошким границама никада се не пуни крвљу, јер није укључена у артеријски крвоток.
Три недавне независне пионирске студије откриле су да Шлемов канал показује неколико карактеристика лимфног ендотела, укључујући ПРОКС1, ВЕГФР3, ЦЦЛ21, ФОКСЦ2, али недостају ЛИВЕ1 и ПДПН, што указује да је Шлемов канал сличан лимфном суду.
Развојна студија је открила да се овај канал развија кроз јединствени механизам који укључује трансдиференцијацију венских ендотелних ћелија у оку у ендотелне ћелије сличне лимфним ћелијама. Развој морфогенезе канала је осетљив на инхибицију лимфангиогених фактора раста, а код одраслих на примену лимфангиогених фактора раста ВЕГФЦ који повећавају Шлемов канал, што је повезано са смањењем интраокуларног притиска.
У комбинацији одсуства ангиопоетина 1 и ангиопоетина 2, Шлемов канал и епибионска лимфна мрежа потпуно не успевају да се развију, што резултује буфталмусом и глаукомом.

## Функција
Да би се разумео почетак очних патологија, важно је размотрити како око одржава правилну хомеостазу течности и, прецизније, како ендотелни монослој Шлемовог канала (ШК) доприноси овом процесу. Очна водица је желатинаста течност која заузима простор између очног сочива и унутрашње површине рожњаче и обезбеђује хранљиве материје овим аваскуларним ткивима.
Епител цилијарног тела непрекидно производи очну водицу; стога, ова брзина секреције мора бити уравнотежена довољном дренажом очне водице. Дренажа очне водице кроз порозно ткиво звано трабекуларна мрежа (ТМ) у ШК, а затим назад у системску циркулацију назива се конвенционални пут одлива. Овај пут пружа отпор одливу течности, што заузврат ствара интраокуларни притисак (ИОП) како би помогао да се течност гура преко ТМ у ШК. Алтернативно, у неконвенционалном „увеосклералном“ путу, очна водица напушта око кроз интерстицијалне просторе цилијарног тела, а овај ток је независан од притиска.  Студије на животињама процењују да око 80% воденог одлива пролази кроз ТМ и ШК, док остатак користи увеосклерални пут.

## Промене на Шлемовом каналу
Промене на Шлемовом каналу се описују као колапс овог канала који је праћен синехијама у самом лумену (иако, ова хипотеза није доказана са сигурношћу и после више деценија од када је први пут изнесена). Такође присуство џиновских вакуола у јукастаканаликуларним ендотелним ћелијама као и ендотелу Шлемовог канала указује на јаку активност ових структура, а у случају глаукома број ових вакуола се значајно смањује као и њихова величина.